# Okres Spišská Nová Ves
Spišská Nová Ves is een district (Slowaaks: Okres) in de Slowaakse regio Košice. De hoofdstad is Spišská Nová Ves. Het district bestaat uit 3 steden (Slowaaks: Mesto) en 33 gemeenten (Slowaaks: Obec).

## Steden
- Krompachy
- Spišská Nová Ves
- Spišské Vlachy

## Lijst van gemeenten
| - Arnutovce - Betlanovce - Bystrany - Danišovce - Harichovce - Hincovce - Hnilčík - Hnilec - Hrabušice - Chrasť nad Hornádom - Iliašovce | - Jamník - Kaľava - Kolinovce - Letanovce - Lieskovany - Markušovce - Matejovce nad Hornádom - Mlynky - Odorín - Olcnava - Oľšavka | - Poráč - Rudňany - Slatvina - Slovinky - Smižany - Spišské Tomášovce - Spišský Hrušov - Teplička - Vítkovce - Vojkovce - Žehra |

Okres Gelnica · Okres Košice I · Okres Košice II · Okres Košice III · Okres Košice IV · Okres Košice-okolie · Okres Michalovce · Okres Rožňava · Okres Sobrance · Okres Spišská Nová Ves · Okres Trebišov